# Викторија (Сејшели)
Викторија (енгл. Victoria) је главни град Сејшела. Град има приближно двадесет пет хиљада становника и представља економски, политички и културни центар ове мале острвске државе.

## Географија
Викторија се налази на сјевероисточној страни острва Махе.

### Клима
Викторија има климу тропских прашума (Кепенова класификација климе Af) са високим температурама током целе године. Главни град има приметно влажније и сушније периоде током године, при чему су јун и јул најсушнији месеци, а децембар до фебруара највлажнији месеци у граду. Међутим, пошто ни у једном месецу просечна месечна количина падавина не падне испод 60 mm or 2,4 in у Викторији, град нема прави месец сушне сезоне. Овај недостатак правог сушног месеца је примарни разлог зашто клима спада у категорију климе тропских кишних шума. Главни град у просеку има око 2.300 mm or 91 in падавина годишње. Иако је веома кишовито, небо је обично ведро до делимично ведро, а потпуно облачни дани остају ретки током целе године чак и током најкишовитијих месеци.
| Клима Викторије (Сејшелски међународни аеродром) 1972–2011 | Клима Викторије (Сејшелски међународни аеродром) 1972–2011 | Клима Викторије (Сејшелски међународни аеродром) 1972–2011 | Клима Викторије (Сејшелски међународни аеродром) 1972–2011 | Клима Викторије (Сејшелски међународни аеродром) 1972–2011 | Клима Викторије (Сејшелски међународни аеродром) 1972–2011 | Клима Викторије (Сејшелски међународни аеродром) 1972–2011 | Клима Викторије (Сејшелски међународни аеродром) 1972–2011 | Клима Викторије (Сејшелски међународни аеродром) 1972–2011 | Клима Викторије (Сејшелски међународни аеродром) 1972–2011 | Клима Викторије (Сејшелски међународни аеродром) 1972–2011 | Клима Викторије (Сејшелски међународни аеродром) 1972–2011 | Клима Викторије (Сејшелски међународни аеродром) 1972–2011 | Клима Викторије (Сејшелски међународни аеродром) 1972–2011 |
| Показатељ \ Месец                                          | .Јан.                                                      | .Феб.                                                      | .Мар.                                                      | .Апр.                                                      | .Мај.                                                      | .Јун.                                                      | .Јул.                                                      | .Авг.                                                      | .Сеп.                                                      | .Окт.                                                      | .Нов.                                                      | .Дец.                                                      | .Год.                                                      |
| ---------------------------------------------------------- | ---------------------------------------------------------- | ---------------------------------------------------------- | ---------------------------------------------------------- | ---------------------------------------------------------- | ---------------------------------------------------------- | ---------------------------------------------------------- | ---------------------------------------------------------- | ---------------------------------------------------------- | ---------------------------------------------------------- | ---------------------------------------------------------- | ---------------------------------------------------------- | ---------------------------------------------------------- | ---------------------------------------------------------- |
| Апсолутни максимум, °C (°F)                                | 33,3 (91,9)                                                | 33,4 (92,1)                                                | 33,5 (92,3)                                                | 34,1 (93,4)                                                | 33,5 (92,3)                                                | 32,6 (90,7)                                                | 31,1 (88)                                                  | 31,4 (88,5)                                                | 31,6 (88,9)                                                | 32,4 (90,3)                                                | 34,4 (93,9)                                                | 33,4 (92,1)                                                | 34,4 (93,9)                                                |
| Максимум, °C (°F)                                          | 29,9 (85,8)                                                | 30,5 (86,9)                                                | 31,1 (88)                                                  | 31,5 (88,7)                                                | 30,7 (87,3)                                                | 29,2 (84,6)                                                | 28,4 (83,1)                                                | 28,6 (83,5)                                                | 29,2 (84,6)                                                | 29,9 (85,8)                                                | 30,2 (86,4)                                                | 30,2 (86,4)                                                | 30,0 (86)                                                  |
| Просек, °C (°F)                                            | 26,9 (80,4)                                                | 27,5 (81,5)                                                | 27,9 (82,2)                                                | 28,1 (82,6)                                                | 27,9 (82,2)                                                | 26,8 (80,2)                                                | 26,0 (78,8)                                                | 26,1 (79)                                                  | 26,5 (79,7)                                                | 26,9 (80,4)                                                | 27,0 (80,6)                                                | 27,0 (80,6)                                                | 27,1 (80,8)                                                |
| Минимум, °C (°F)                                           | 24,3 (75,7)                                                | 24,9 (76,8)                                                | 25,1 (77,2)                                                | 25,3 (77,5)                                                | 25,6 (78,1)                                                | 24,8 (76,6)                                                | 24,1 (75,4)                                                | 24,1 (75,4)                                                | 24,4 (75,9)                                                | 24,6 (76,3)                                                | 24,3 (75,7)                                                | 24,2 (75,6)                                                | 24,6 (76,3)                                                |
| Апсолутни минимум, °C (°F)                                 | 24,1 (75,4)                                                | 21,1 (70)                                                  | 22,1 (71,8)                                                | 22,3 (72,1)                                                | 21,6 (70,9)                                                | 20,9 (69,6)                                                | 20,4 (68,7)                                                | 19,6 (67,3)                                                | 20,2 (68,4)                                                | 20,5 (68,9)                                                | 21,5 (70,7)                                                | 20,0 (68)                                                  | 19,6 (67,3)                                                |
| Количина кише, mm (in)                                     | 401,3 (15,799)                                             | 270,2 (10,638)                                             | 195,5 (7,697)                                              | 188,1 (7,406)                                              | 146,0 (5,748)                                              | 102,9 (4,051)                                              | 80,3 (3,161)                                               | 114,2 (4,496)                                              | 150,0 (5,906)                                              | 192,8 (7,591)                                              | 205,0 (8,071)                                              | 303,2 (11,937)                                             | 2.349,5 (92,5)                                             |
| Релативна влажност, %                                      | 83                                                         | 80                                                         | 80                                                         | 80                                                         | 79                                                         | 79                                                         | 80                                                         | 79                                                         | 79                                                         | 79                                                         | 80                                                         | 82                                                         | 80                                                         |
| Сунчани сати — месечни просек                              | 155,0                                                      | 175,2                                                      | 213,9                                                      | 231,0                                                      | 254,2                                                      | 225,0                                                      | 232,5                                                      | 232,5                                                      | 219,0                                                      | 226,3                                                      | 204,0                                                      | 176,7                                                      | 2.545,3                                                    |
| Сунчани сати — дневни просек                               | 5,0                                                        | 6,2                                                        | 6,9                                                        | 7,7                                                        | 8,2                                                        | 7,5                                                        | 7,5                                                        | 7,5                                                        | 7,3                                                        | 7,3                                                        | 6,8                                                        | 5,7                                                        | 6,97                                                       |
| Извор: Seychelles National Meteorological Services         |                                                            |                                                            |                                                            |                                                            |                                                            |                                                            |                                                            |                                                            |                                                            |                                                            |                                                            |                                                            |                                                            |

## Становништво
Број становника 2002. је био 24 970. Иако са овако малим бројем становника, у њему се налази трећина становништва целог острва.

## Образовање
Кампус Монт Флеури Универзитета на Сејшелима је у Викторији.

## Места богослужења
У Викторији постоје две катедрале, катедрала Безгрешног зачећа (римокатоличка) и катедрала Светог Павла (англиканска). Ту су и баптистичке и пентекосталне цркве, џамије и хиндуистички храмови.

## Историја
Подручје које ће постати Викторија првобитно су населили француски колонисти 1778. године након што су преузели право на острво 1756. Град се звао L'Établissement до 1841. када су га Британци преименовали у Викторију, по краљици Викторији.

## Привреда
Главни извозни производи Викторије су ванилија, кокос, кокосово уље, корњачин оклоп, сапун и гуано. Туристичке атракције у граду укључују сатни торањ изграђен по узору на Мост Ваксхол у Лондону, судницу, Викторијине ботаничке вртове, Викторијин Национални историјски музеј, Викторијин Природњачки музеј и пијацу Сир Селвин.
У граду се налази и национални стадион и политехнички институт, док унутрашња лука лежи источно од града око које се налази туноловна, рибарска и индустрија конзерви.
Туризам је важан сектор привреде. Главни извоз Викторије су ванила, кокосови ораси, кокосово уље, риба и гуано.

### Саобраћај
Град је с остатком свијета спојен и преко Међународног аеродрома Сејшелс, довршеног 1971. Велики мост у Викторији уништен је приликом земљотреса у Индијском океану 2004.

## Партнерски градови
- Џибути
- Ханој